# Coppa Placci 1972
La Coppa Placci 1972, ventiduesima edizione della corsa, si svolse il 5 settembre 1972 su un percorso di 240,4 km. La vittoria fu appannaggio del belga Roger De Vlaeminck, che completò il percorso in 5h43'00", precedendo gli italiani Marcello Bergamo e Davide Boifava.

## Ordine d'arrivo (Top 10)
| Pos. | Corridore          | Squadra     | Tempo    |
| ---- | ------------------ | ----------- | -------- |
| 1    | Roger De Vlaeminck | Flandria    | 5h43'00" |
| 2    | Marcello Bergamo   | Filotex     | s.t.     |
| 3    | Davide Boifava     | Zonca       | s.t.     |
| 4    | Tomas Pettersson   | Ferretti    | a 13"    |
| 5    | Claudio Michelotto | G.B.C.-Sony | a 45"    |
| 6    | Franco Bitossi     | Filotex     | a 59"    |
| 7    | Michele Dancelli   | Scic        | s.t.     |
| 8    | Wilmo Francioni    | Ferretti    | s.t.     |
| 9    | Giancarlo Polidori | Scic        | s.t.     |
| 10   | Enrico Paolini     | Scic        | s.t.     |